# Chrysotrichia menara
Chrysotrichia menara is een schietmot uit de familie Hydroptilidae. De soort komt voor in het Oriëntaals gebied.